# 유엔 총회 결의 제293호
유엔 총회 결의 제293호는 1949년에 통과된 한국에 대한 결의로, 유엔 총회 결의 제112호, 유엔 총회 결의 제195호를 다시 승인하고 평화적인 한국의 통일을 촉구한 결의다.